# Jenny Lewis
Pour les articles homonymes, voir Lewis.
Jenny Lewis (née Jennifer Diane Lewis le 8 janvier 1976 à Las Vegas) est une chanteuse, auteure-compositrice, musicienne et actrice américaine.

## Biographie
Elle connaît une carrière d'actrice enfant (alerte à Malibu, saison 1) qu'elle arrête en 1998. Elle se lance alors dans la musique, en tant que chanteuse et guitariste et pianiste et claviériste du groupe de rock indie Rilo Kiley. Puis elle fait partie du duo Jenny & Johnny avec Johnathan Rice (en). Depuis 2016, elle est membre du groupe Nice As Fuck (en). 

## Discographie

### Albums studio
- 2006 - Rabbit Fur Coat (crédité Jenny Lewis with The Watson Twins)
- 2008 - Acid Tongue
- 2014 - The Voyager
- 2019 - On the Line
- 2023 - Joy'All

## Filmographie
- 2010 : American Dad! : Amy
- 2000 : Deuxième Chance : Jenny
- 1999 : La Famille Green : Meg O'Donnell
- 1998 : Pleasantville : Christin
- 1996 : Talk to Me : Kelly Reilly
- 1996 : Foxfire : Rita Faldes
- 1996 : Ma fille, ma rivale : Jade Larson
- 1994 : Arabesque : Leslie Walden
- 1991-1993 : Brooklyn Bridge : Katie Monahan
- 1991 : Un papa sur mesure : Melissa Watson
- 1991 : L'obsession de Pat Bennett : Marcia
- 1990 : Perry Mason : Melanie Benson
- 1989 : Alerte à Malibu : Alex
- 1989 : Roseanne : Diane
- 1989 : Un toit pour dix : Pamela
- 1988 : Les Scouts de Beverly Hills : Hannah Nefler
- 1988 : Quoi de neuf, docteur ? : Judy Jones
- 1988 : La mort à retardement : Maya
- 1987 : Prince Charmant : Sara
- 1987 : Les Craquantes : Daisy
- 1986 : Life with Lucy (en) : Becky McGibbon
- 1986 : Convicted : Shelley Forbes
- 1985 : Webster : Kim
- 1985 : La Cinquième Dimension